# Lobbing ekologiczny
Lobbing ekologiczny – zespół działań podejmowanych przez przedstawicieli przemysłu, związków władz samorządowych czy pozarządowe organizacje ekologiczne w celu wpłynięcia na kształt prawa ochrony środowiska.
W Polsce prawo ochrony środowiska przygotowywane jest najczęściej na poziomie krajowym przez Ministerstwo Środowiska (przedłożenia rządowe) a uchwalane przez Sejm i Senat. Inicjatywa ustawodawcza przysługuje także Sejmowi, Senatowi, Prezydentowi oraz grupie 100 tysięcy obywateli.
Pozarządowe organizacje ekologiczne w Polsce powołały Biuro Wspierania Lobbingu Ekologicznego – organizację której celem jest wzmacnianie ich działań lobbistycznych.
Na poziomie Unii Europejskiej inicjatywa legislacyjna należy wyłącznie do Komisji Europejskiej (w przypadku prawa dot. ochrony środowiska i zrównoważonego rozwoju głównie Dyrekcji Generalnej Środowisko – ang. DG Environment), natomiast uchwalenie prawa wspólnotowego jest wyłączną domeną Rady Unii Europejskiej lub Parlamentu Europejskiego.
W Brukseli europejskie sieciowe organizacje ekologiczne w celu wzmocnienia działań lobbingowych stworzyły grupę Green-10, w której skład wchodzą (w nawiasie organizacje członkowskie):
- BirdLife International (European Community Office, ECO; Ogólnopolskie Towarzystwo Ochrony Ptaków),
- CEE Bankwatch Network(inne języki) (Instytut Ekonomii Środowiska, Polska Zielona Sieć)
- Climate Action Network Europe (CAN-E),
- European Environmental Bureau(inne języki) (EEB; Centrum Prawa Ekologicznego, Instytut na rzecz Ekorozwoju),
- European Federation for Transport and Environment (T&E; Polski Klub Ekologiczny),
- EPHA Environment Network (EEN),
- Friends of the Earth Europe(inne języki) (FoEE; Polski Klub Ekologiczny),
- Greenpeace (EC Unit),
- International Friends of Nature (NFI; Polskie Towarzystwo Turystyczno-Krajoznawcze),
- World Wide Fund for Nature (European Policy Office, WWF-EPO).